# Chaetoderma bacillum
Chaetoderma bacillum är en blötdjursart. Chaetoderma bacillum ingår i släktet Chaetoderma och familjen Chaetodermatidae. Inga underarter finns listade i Catalogue of Life.